# Język waimoa
Język waimoa (a. waima’a, waimaha, uai ma’a, uaimo’a) – język austronezyjski używany w dystrykcie Baucau w Timorze Wschodnim. Jego użytkownicy zamieszkują poddystrykty Baucau i Vemasse na północno-wschodnim wybrzeżu wyspy Timor. Według danych z 2012 r. posługuje się nim ponad 18 tys. osób.
Jego klasyfikacja nie została dobrze ustalona. Na poziomie leksyki wykazuje znaczne wpływy języków papuaskich i jest słownikowo bliski językowi makasae. Jego bliskim krewnym jest kairui-midiki (według Ethnologue może chodzić o dialekty jednego języka). Geoffrey Hull włączył oba te języki, wraz z naueti, w ramy jednego języka kawaimina.
Waima’a to nazwa używana przez samych użytkowników tego języka. Nazwy Waimoa używają inne społeczności etniczne.
Jest zapisywany alfabetem łacińskim.